# Asticta angustissima
Asticta angustissima är en fjärilsart som beskrevs av Max Wilhelm Karl Draudt 1950. Asticta angustissima ingår i släktet Asticta och familjen nattflyn. Inga underarter finns listade i Catalogue of Life.